# Cantone di Berck
Il Cantone di Berck è una divisione amministrativa dell'arrondissement di Montreuil-sur-Mer.
A seguito della riforma approvata con decreto del 24 febbraio 2014, che ha avuto attuazione dopo le elezioni dipartimentali del 2015, è passato da 10 a 31 comuni.

## Composizione
I 10 comuni facenti parte prima della riforma del 2014 erano:
- Airon-Notre-Dame
- Airon-Saint-Vaast
- Berck
- Colline-Beaumont
- Conchil-le-Temple
- Groffliers
- Rang-du-Fliers
- Tigny-Noyelle
- Verton
- Waben

Dal 2015 i comuni appartenenti al cantone sono i seguenti 31:
- Airon-Notre-Dame
- Airon-Saint-Vaast
- Attin
- Beaumerie-Saint-Martin
- Berck
- Bernieulles
- Beutin
- La Calotterie
- Campigneulles-les-Grandes
- Campigneulles-les-Petites
- Colline-Beaumont
- Conchil-le-Temple
- Écuires
- Estrée
- Estréelles
- Groffliers
- Hubersent
- Inxent
- Lépine
- La Madelaine-sous-Montreuil
- Montcavrel
- Montreuil-sur-Mer
- Nempont-Saint-Firmin
- Neuville-sous-Montreuil
- Rang-du-Fliers
- Recques-sur-Course
- Sorrus
- Tigny-Noyelle
- Verton
- Waben
- Wailly-Beaucamp